# Tradiciones de Pascua

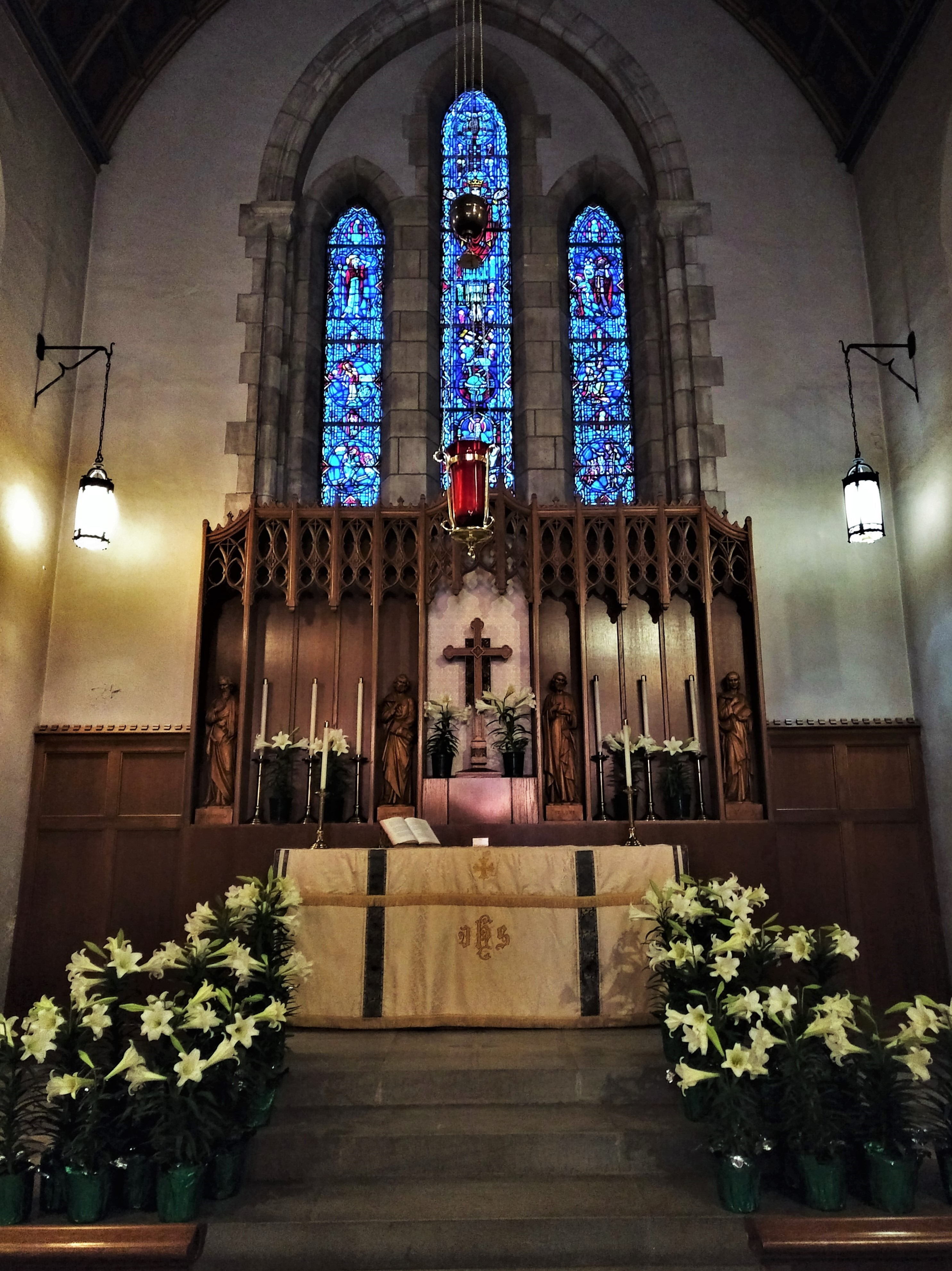
Lirios de Pascua, símbolo de la resurrección, adornan el presbiterio de una iglesia luterana en Baltimore, EE. UU.

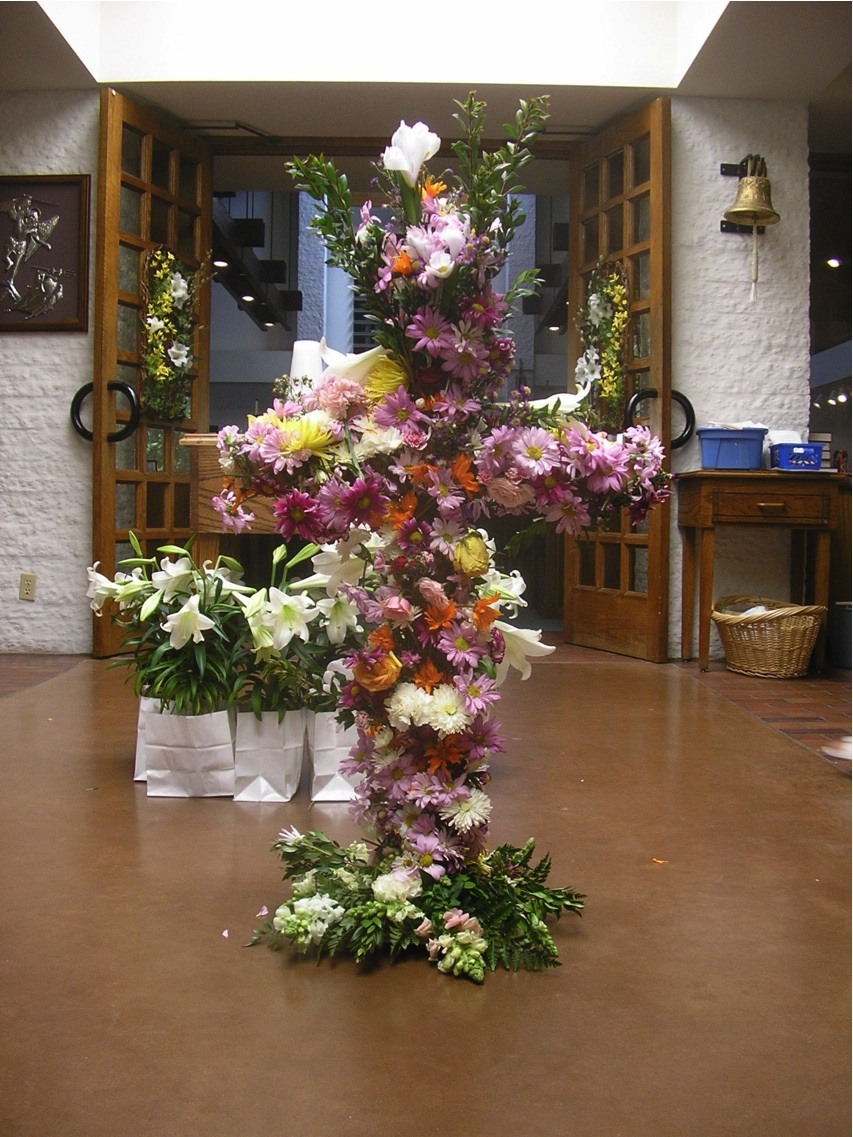
Florecimiento de la Cruz preparada para el Domingo de Pascua

Las tradiciones de Pascua son aquellas prácticas y costumbres que se mantienen vigentes en diversas culturas y comunidades alrededor del mundo para conmemorar la Pascua. El tiempo pascual es considerado un período de celebración y banquete, en contraste con el tiempo previo de Cuaresma, que se caracteriza por ser un periodo de penitencia y ayuno.
Las tradiciones de Pascua incluyen servicios matutinos o vigilias nocturnas, exclamaciones e intercambios de saludos pascuales, el Florecimiento de la Cruz, el uso de sombreros de Pascua, el clipping the church en Inglaterra, y la decoración de huevos y la ruptura comunitaria de huevos de Pascua. El lirio de Pascua, un símbolo de resurrección en el cristianismo, tradicionalmente decora el área del cancel de las iglesias desde el día lunes y durante el resto de la Pascua. También hay comidas típicas de Pascua que varían según la región y cultura (en su mayoría productos de repostería como pasteles, chocolates, galletas, etcétera). Existen multitud de juegos de Pascua, como la carrera de rodado del huevo, combate con huevos y búsqueda de huevos de Pascua. Hoy en día, la Pascua es también relevante desde el punto de vista comercial, con grandes ventas de tarjetas de felicitación y productos de confitería como huevos de Pascua y conejos de chocolate.

## Juegos
Existe una gran cantidad de juegos y costumbres tradicionales de Semana de Pascua en el mundo cristiano. Muchos de estos juegos están relacionados con los huevos de Pascua, símbolo del sepulcro vacío. De estos, los más conocidos, difundidos y populares hasta los tiempos modernos son la carrera de rodar huevos, la clásica búsqueda de huevos, el golpeteo de huevos y el baile de huevos. En la actualidad, animadores infantiles, guarderías y escuelas crean variaciones de estos juegos, a menudo adaptando actividades lúdicas preexistentes al tema pascual, como crucigramas que incluyen términos relacionados con la Pascua.

### Juegos de huevos
- Las reglas para la carrera de rodar huevos varían significativamente, siendo la idea básica una carrera de huevos. Los huevos se hacen rodar cuesta abajo por una colina empinada o se empujan sobre el césped con palos.[8]
- La búsqueda de huevos es una especie de juego de búsqueda del tesoro: en esta los niños deben recolectar tantos huevos que se hallan escondidos como sea posible.[8][10]
- El combate con huevos es un concurso para elegir el huevo más duro: los concursantes golpean los huevos de los demás con las puntas y, opcionalmente, con otras partes: "colillas" o lados.
- La danza del huevo requiere bailar entre huevos manteniéndolos intactos. En algunas tradiciones la bailarina del huevo puede tener los ojos vendados.
- Lanzar huevos es un juego asociado a la Semana de Pascua. Existen varios tipos de juegos de este tipo, los más comunes consisten en lanzar un huevo para que caiga al suelo sin romperse.

## Gastronomía

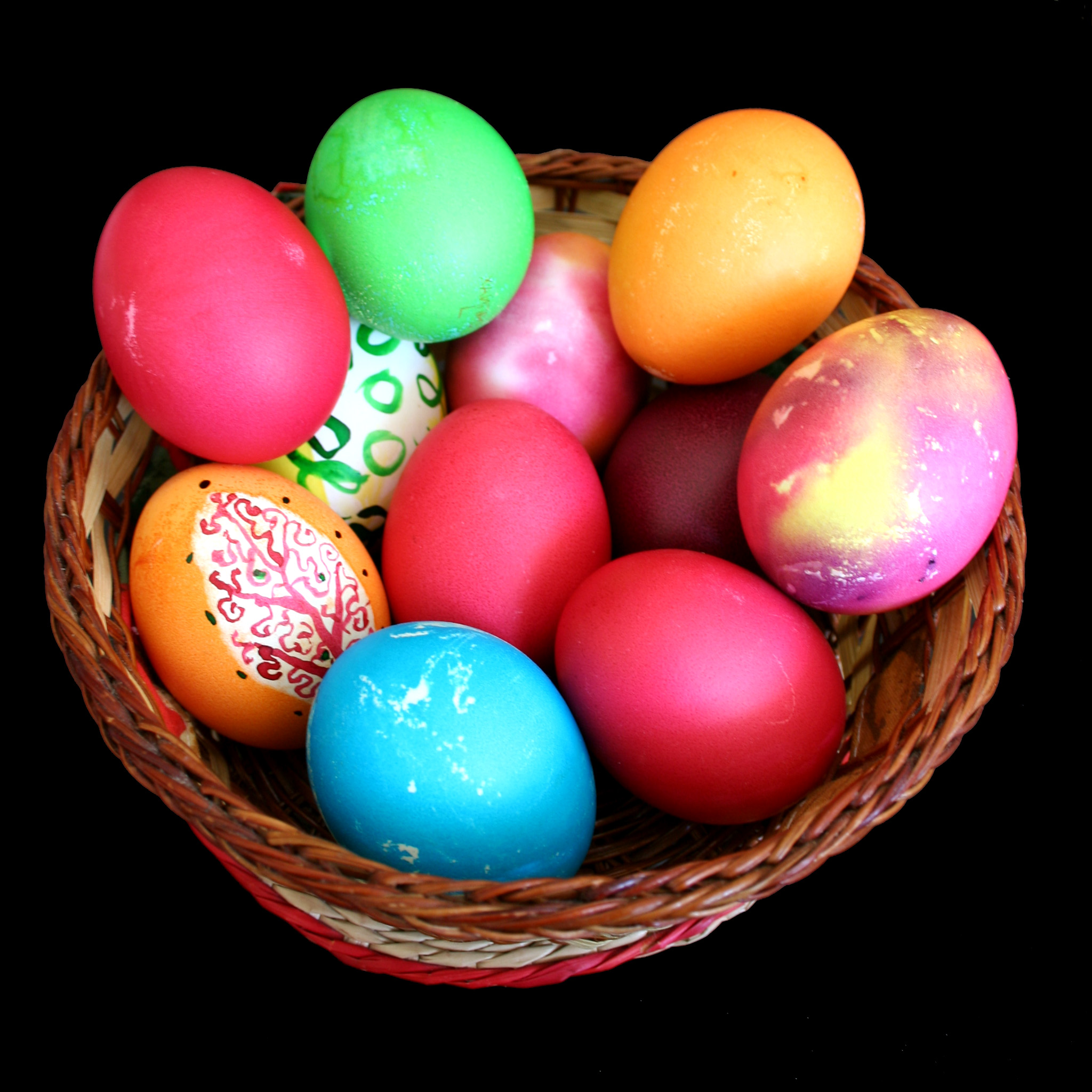
Huevos de Pascua decorados

La festividad de Pascua está asociada con varios alimentos de Pascua (los alimentos tradicionales varían según la región). La preparación, el colorear y el decorar dichos huevos de Pascua es una de esas tradiciones populares (por no decir la más popular en la televisión norteamericana). El cordero se come en muchos países, reflejando la comida de la Pascua (Pésaj) judía. Comer cordero en la Semana de Pascua tiene un significado religioso en algunos países. El Cordero de Dios del Nuevo Testamento es el hijo de Dios para el cristianismo, y representa el sacrificio de Jesucristo por los pecados de la humanidad.
El huevo es un símbolo muy antiguo de vida nueva y renacimiento. En el cristianismo se asoció con la crucifixión y la resurrección de Jesús. La costumbre del huevo de Pascua se origina en la comunidad cristiana de Mesopotamia en sus inicios, quienes teñían los huevos de rojo en memoria a la sangre de Cristo, derramada en su crucifixión. Como tal, para los cristianos, el huevo de Pascua es un símbolo de la tumba vacía. La tradición más antigua es la de usar huevos de gallina pintados.

## África

### Etiopía y Eritrea
La Pascua, conocida como Fasika (Ge'ez: ፋሲካ, del griego Pascha ), también denominada Tensae (Ge'ez: ትንሣኤ, "levantarse"), se celebra entre los cristianos etíopes y eritreos.
En Etiopía, la Iglesia Ortodoxa Tewahedo de Etiopía, que históricamente incluía a la Iglesia Tewahedo Ortodoxa de Eritrea, ha sido la religión predominante desde los tiempos de Frumentius de Etiopía. La celebración de la Pascua en Etiopía abarca todas las denominaciones cristianas, incluyendo las iglesias ortodoxas, católicas y protestantes. La metodología para calcular la fecha de la Pascua en estas comunidades sigue el método oriental, lo que a menudo resulta en que se celebre después de la Pascua en el calendario occidental, aunque en algunos años ambas fechas coinciden. La Fasika se considera una celebración más importante que la Navidad, dado que la Muerte y Resurrección de Jesús tienen una mayor relevancia en la teología ortodoxa y evangélica etíope en comparación con el nacimiento de Jesús. La crucifixión de Jesús ocurrió un viernes, y según la creencia ortodoxa, su muerte cumplió con las profecías divinas, lo que llevó a la conquista de la muerte y a su posterior resurrección al tercer día, el cual es celebrado el domingo de Pascua.
El período de Cuaresma, que se extiende por 55 días, se caracteriza por un ayuno más estricto entre los cristianos ortodoxos, católicos y, de manera opcional, algunas comunidades protestantes. Durante este tiempo, se evita el consumo de carne y productos de origen animal, incluyendo lácteos. El Viernes Santo es un día de preparación y se inicia con la asistencia a la iglesia.
Durante los servicios religiosos, los cristianos ortodoxos participan en actos de postración, inclinándose y levantándose repetidamente. La Vigilia Pascual, que tiene lugar la noche del sábado, es un evento central de la celebración. Este servicio es solemne y se acompaña de música y danza hasta la madrugada. A las 3:00 de la mañana, los fieles regresan a sus hogares para romper el ayuno; se sacrifica un pollo en un acto simbólico, seguido por el sacrificio de una oveja por la mañana para iniciar el festín del Domingo de Pascua. Por su parte, los católicos y protestantes celebran servicios especiales de Pascua, que suelen reunir a miembros de diversas comunidades para un sermón y una celebración conjunta.
En el cristianismo ortodoxo etíope y eritreo, la historia del casi-sacrificio de Isaac, hijo de Abraham (Génesis 22), es vista como un presagio de la redención. Esta narrativa es interpretada como un símbolo de la prueba de fe de Abraham y la promesa divina de enviar un Cordero como sacrificio.
La Pascua es un día de celebración en Etiopía, Eritrea y sus comunidades de la diáspora. Este día representa un momento de liberación tras el sufrimiento acumulado durante la Cuaresma, que se asocia con el ayuno de Jesucristo durante cuarenta días. Durante la celebración, es común que se sirvan alimentos, y en muchas comunidades, los cristianos ortodoxos disfrutan de bebidas alcohólicas elaboradas localmente a partir de miel, como el tej, el tella y el katikalla. Sin embargo, algunas comunidades protestantes desalientan el consumo de alcohol fuerte.
Los etíopes y eritreos en el extranjero, especialmente aquellos pertenecientes a comunidades católicas y protestantes, celebran la Pascua tanto en las fechas orientales como en las occidentales. Sin embargo, la mayoría de los cristianos ortodoxos etíopes y eritreos en la diáspora evitan celebrar la Pascua occidental, ya que esto puede interferir con su observancia del ayuno de la Pascua oriental. Es importante señalar que, en muchos casos, el ayuno para los católicos occidentales finaliza antes que el de los ortodoxos orientales, lo que resalta las diferencias en las prácticas de celebración de la Pascua entre estas tradiciones cristianas.

### Nigeria
La presencia cristiana en Nigeria comenzó en el siglo XIX, cuando los misioneros europeos llegaron al país. La Pascua, siendo una de las festividades más significativas para los cristianos, fue adoptada por primera vez por las comunidades de Lagos y Ogbomosho. Posteriormente, la celebración se difundió a diversas partes del país, incluyendo el norte, el centro y el sur. En 2021, Nigeria observó por primera vez el Día de Pascua como una festividad pública, declarando el viernes 2 de abril y el lunes 5 de abril como días de descanso para conmemorar la muerte y la resurrección de Jesucristo
Es común que las familias se reúnan para compartir una comida especial, incluyendo platos como el jollof rice, un arroz con especias que es un favorito durante las festividades. En algunas regiones, las celebraciones incluyen performances culturales, como la danza de máscaras conocida como Muo, que es una tradición entre los Igbo del sur de Nigeria.

## Asia

### Filipinas
En Filipinas, la Pascua es una celebración significativa que se desarrolla en el contexto de una rica tradición católica. La celebración culmina el Domingo de Pascua, conocido como “Araw ng Pagkabuhay”. Las familias asisten a la Misa de Resurrección, que es una de las más importantes del año litúrgico. Además, el “Salubong” es una ceremonia especial que simboliza el encuentro entre el Cristo resucitado y su madre, la Virgen María. Esta festividad combina elementos religiosos con tradiciones locales, reflejando la profunda espiritualidad del pueblo filipino.

### India
En India, la Pascua es celebrada principalmente por la comunidad cristiana, especialmente en el estado de Kerala. La festividad comienza con la Cuaresma, que se observa con prácticas de ayuno y oración. El Domingo de Pascua, conocido como “Easter Sunday”, se celebra con servicios religiosos especiales en las iglesias, donde se realiza la liturgia pascual. En muchas comunidades, es común la preparación de un festín familiar que incluye platos tradicionales como el "biryani" y varios tipos de repostería. Además, algunas comunidades del sur de la India organizan danzas folclóricas y actividades culturales que resaltan la alegría de la resurrección de Cristo.

### Corea del Sur
En Corea del Sur, la Pascua ha ganado popularidad entre la creciente población cristiana del país. La celebración se caracteriza por servicios de adoración que incluyen himnos y lecturas bíblicas, resaltando la resurrección de Jesús. El Domingo de Pascua, las familias suelen asistir juntas a la iglesia y, en muchos casos, se organizan eventos comunitarios que fomentan la convivencia y la solidaridad entre los feligreses. Aunque la Pascua se ha comercializado en algunos aspectos, las tradiciones religiosas siguen siendo un elemento central en la forma en que se conmemora esta festividad.

### Japón
En Japón, aunque la población cristiana es relativamente pequeña, la Pascua es observada por algunas comunidades cristianas. Las iglesias organizan servicios que enfatizan la resurrección de Jesús, a menudo utilizando elementos culturales japoneses para hacer más accesible el mensaje cristiano. En algunas congregaciones, se realizan actividades para los niños, como la búsqueda de huevos de Pascua, que aunque no es una tradición profundamente arraigada, se ha adoptado como parte de las celebraciones.

### Singapur
En Singapur, la Pascua es celebrada por diversas comunidades cristianas de diferentes denominaciones. Las iglesias organizan servicios especiales que incluyen adoración y reflexión sobre la resurrección de Cristo. Las celebraciones son a menudo un punto de encuentro para la comunidad, fomentando la convivencia entre los feligreses. En algunas iglesias, se llevan a cabo eventos comunitarios que incluyen comidas compartidas, donde se sirven platos que reflejan la diversidad cultural del país. La Pascua en Singapur es un tiempo para la reflexión espiritual y la unidad entre los creyentes, combinando tradiciones cristianas con la multiculturalidad del entorno.

## Europa

### Chipre
Además de la búsqueda de huevos de Pascua pintados común, en Chipre es costumbre que la gente encienda grandes hogueras (griego: λαμπρατζια) en las escuelas o en los patios de las iglesias. Las hogueras se hacen con restos de madera, normalmente recogidos por jóvenes entusiastas que recorren sus barrios en busca de estos, con tal de hacer su hoguera sea lo más grande posible (y más grande que la del vecino). La mayoría de las veces, estas competencias resultan en peleas por trozos de madera y en llamadas a la policía o a los bomberos para apagar las hogueras que se han salido de control. Es costumbre quemar un pequeño muñeco el cual representa a Judas Iscariote. Ocurre lo mismo en Creta, pero este no es competitivo, y a la hoguera se le llama "founara", que significa "gran fuego" en el griego cretense (dialecto de la isla de Creta, Grecia). La founara arde acompañada de la detonación de pequeños explosivos llamados "plakatzikia" en plural, y de disparos al aire.

### Europa del Este

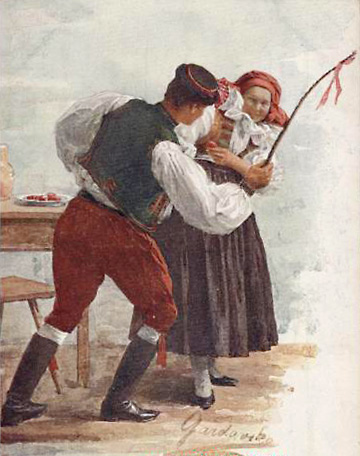
Azotes rituales a niñas en Moravia (1910)

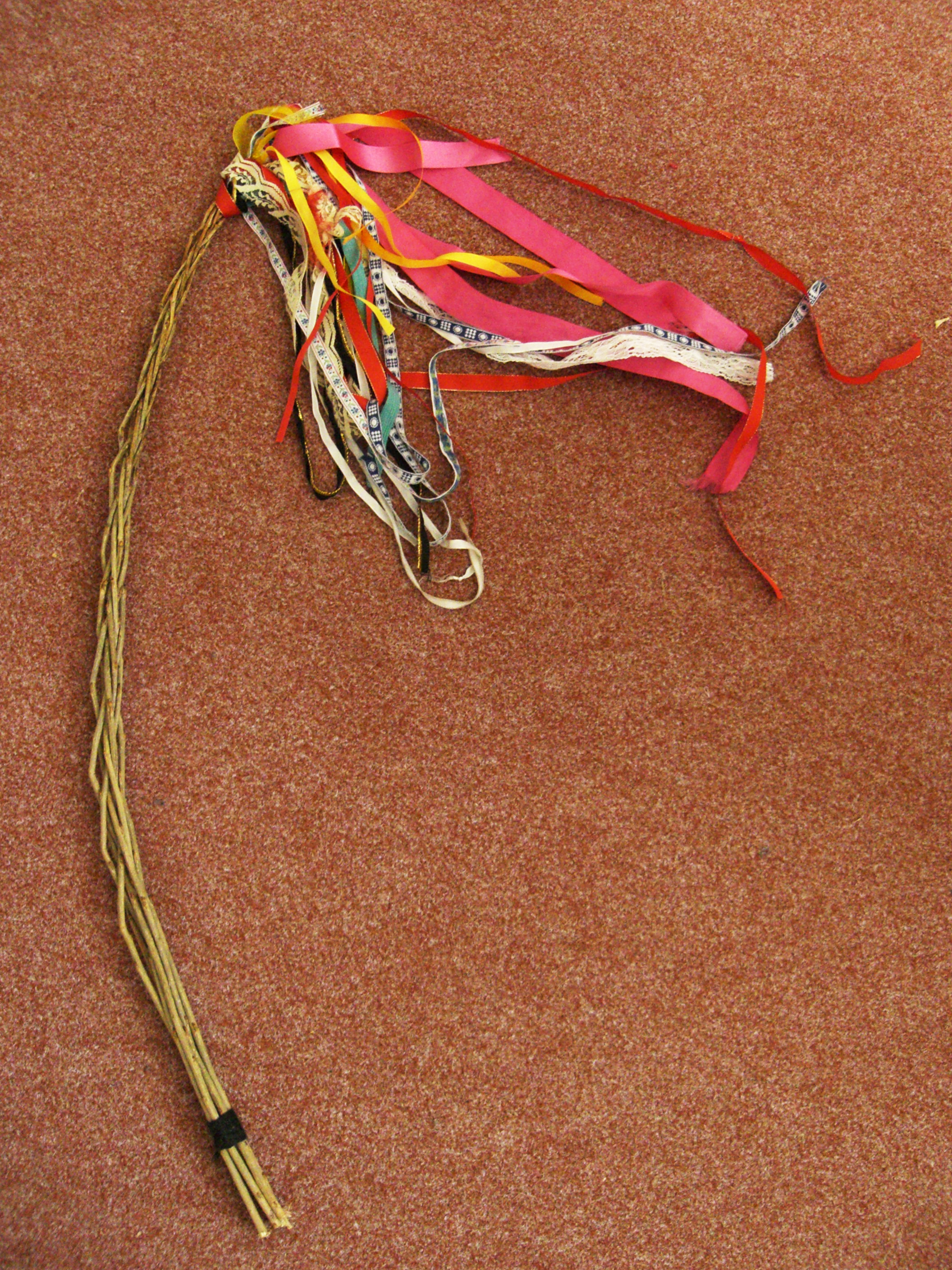
Korbáč eslovaco (un látigo especial hecho a mano)

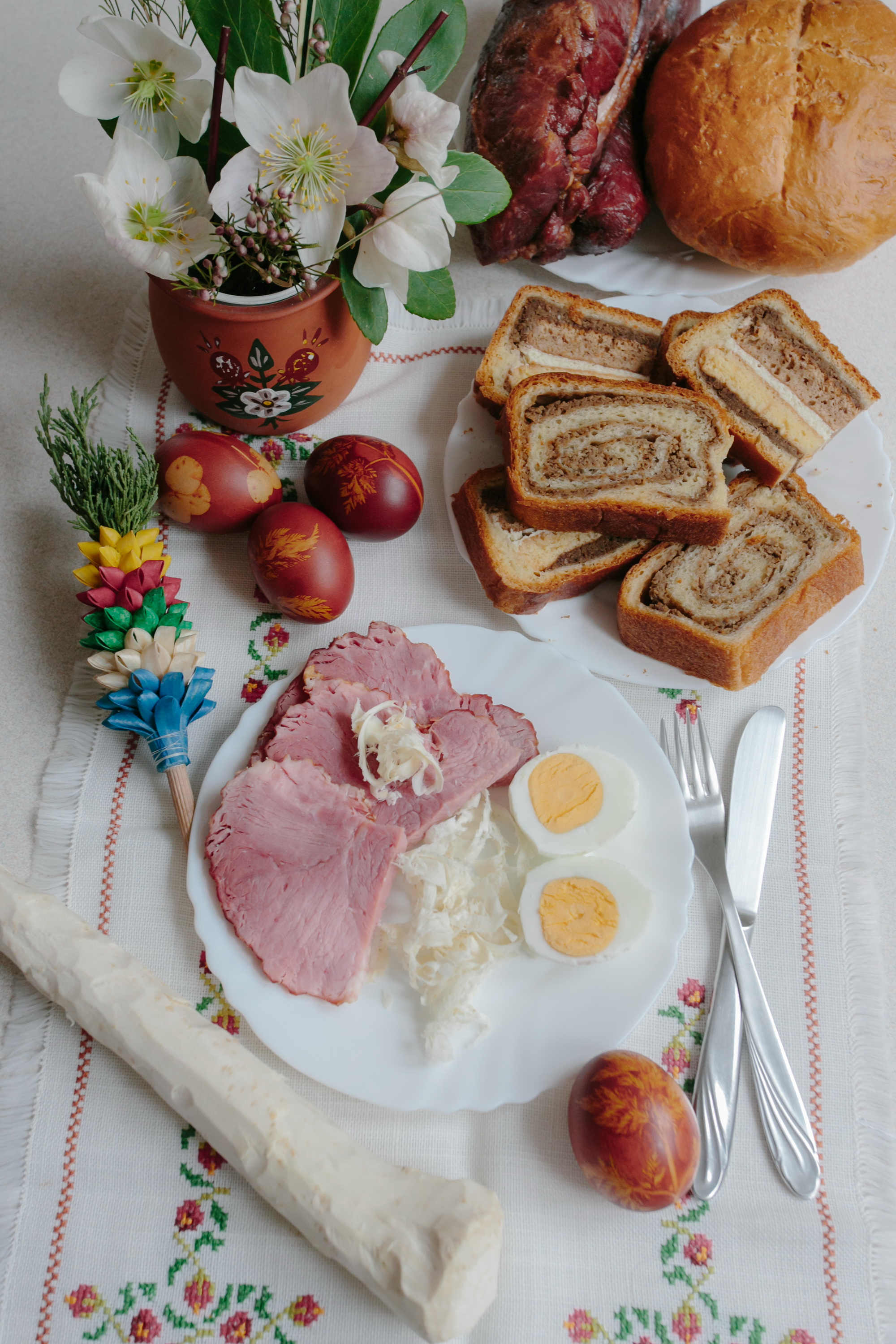
Desayuno tradicional esloveno de Pascua con huevos, jamón con rábano picante y potica

Muchos grupos étnicos de Europa Central y Oriental, incluidos los albaneses, armenios, bielorrusos, búlgaros, croatas, checos, estonios, georgianos, húngaros, letones, lituanos, macedonios, polacos, rumanos, rusos, serbios, eslovacos, eslovenos y ucranianos (todos pertenecientes a países ubicados en la frontera o conectados al este de Europa), decoran huevos durante la Semana Santa.
En Bulgaria, la tradición de decorar los huevos de Pascua tiene lugar el jueves o el sábado antes del Domingo de Pascua. Una práctica muy conocida es la lucha de huevos, donde los participantes se enfrentan en parejas, y el huevo que sobreviva es considerado el “borak” (en búlgaro: борак o борец, que significa luchador). Tradicionalmente, los huevos decorados se exhiben en la mesa durante la cena de Pascua, la cual incluye cordero asado, una ensalada festiva conocida como ensalada de Pascua (que generalmente consiste en lechuga y pepinos) y un pan dulce llamado "cozonac", que es típico en Albania, Bulgaria, Macedonia del Norte y Rumanía.
En la República Checa, Eslovaquia y algunas partes de Hungría, se lleva a cabo una tradición conocida como el "Lunes de Pascua" en la que los hombres azotan a las mujeres con un látigo especial hecho a mano, llamado pomlázka (en checo) o korbáč (en eslovaco). Este látigo, compuesto por ocho, doce o incluso veinticuatro varillas de sauce, puede medir entre medio metro y dos metros de longitud y su extremo está adornado con cintas de colores. En algunas regiones, se utiliza una rama de enebro en su lugar. Aunque los azotes pueden resultar dolorosos, no hay intención de causar sufrimiento; según la leyenda, se cree que las mujeres azotadas mantienen su salud, belleza y fertilidad durante el año siguiente. Además, esta práctica puede interpretarse como un acto de cortejo, ya que las mujeres no visitadas pueden sentirse ofendidas.
Tradicionalmente, la mujer que recibe el azote regala un huevo coloreado (kraslice), que ha preparado con anterioridad, al hombre como invitación a compartir comida y bebida, así como una muestra de agradecimiento. Si el visitante es un niño pequeño, se le suelen ofrecer dulces y un poco de dinero.
En algunas regiones, las mujeres pueden “vengarse” por la tarde o al día siguiente, arrojando baldes de agua fría sobre los hombres. Este hábito presenta variaciones entre Eslovaquia y la República Checa. Existe una tradición similar en Polonia, conocida como “Día Dyngus” o “Śmigus-dyngus” (Lunes Mojado), que ha evolucionado hacia una especie de pelea de agua que dura todo el día.
En Bosnia y Herzegovina, Croacia y Eslovenia, es costumbre preparar una canasta de comida, cubrirla con un pequeño manto casero y llevarla a la iglesia para recibir una bendición. Una canasta típica de Pascua incluye pan, huevos de colores, jamón, rábano picante y un tipo de pastel de nueces llamado "potica".
En Bosnia y Herzegovina, Montenegro, Serbia y Kosovo, es habitual saltar sobre llamas o fuego (en cirílico serbio: Крљавештице, romanizado: Krljaveštice) como parte de las celebraciones de Pascua.

### Alemania
En la región norte de Alemania, es tradición encender los Fuegos de Pascua (en alemán: Osterfeuer) al atardecer durante la puesta del sol del Sábado Santo. Cada estado federal cuenta con sus propias normas y regulaciones respecto a la autorización y manejo de los Osterfeuer. En Hamburgo, por ejemplo, los particulares pueden obtener permisos para encender Osterfeuer de varios tamaños en sus propiedades, mientras que en Schleswig-Holstein solo los cuerpos de bomberos voluntarios tienen la autorización para organizarlos y montarlos en espacios abiertos.

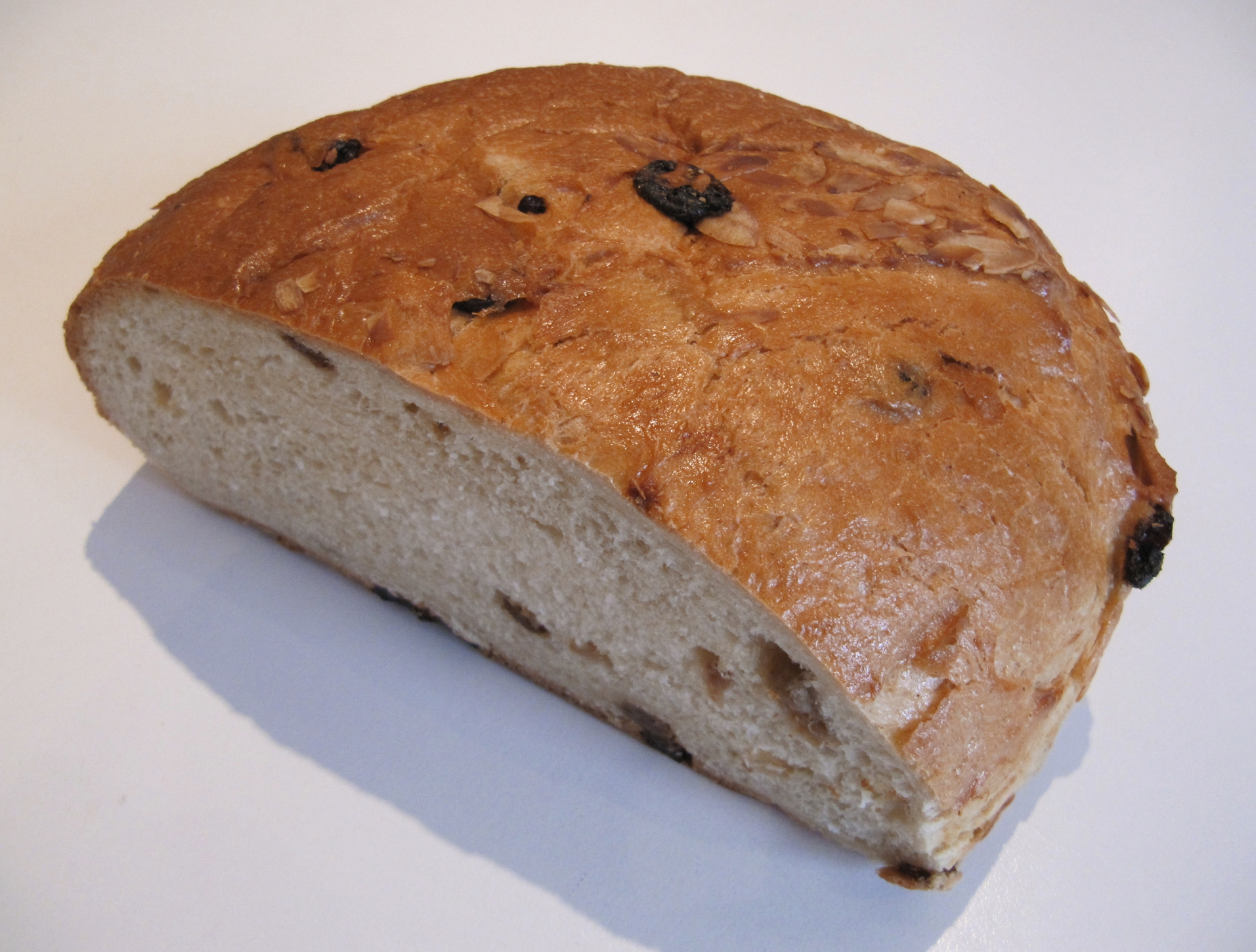
Pan típico alemán de Pascua

En años recientes, los Osterfeuer han crecido en tamaño, y han surgido versiones más pequeñas similares a los Volksfests, donde se pueden encontrar puestos de comida que ofrecen, por ejemplo, Bratwurst, filetes en panecillos, cerveza, vino y refrescos, además de una o dos atracciones para los niños. Normalmente, los Fuegos de Pascua permanecen encendidos durante varias horas, hasta el amanecer (cerca de las 6 de la mañana), creando una atmósfera especial durante toda la noche de Pascua, con sus brillantes luces en la oscuridad y el notable olor a humo.
En las semanas previas a la Pascua, se vende un pan típico conocido como pan de Pascua (en alemán: Osterbrot). Este se elabora con masa de levadura, pasas y astillas de almendra. Por lo general, se corta en rodajas y se unta con mantequilla, disfrutándose en el desayuno o durante la merienda, conocida en alemán como Kaffee und Kuchen (literalmente "café y pastel").
Un pasatiempo popular en muchas partes de Alemania es el lanzamiento de huevos. En este "juego" no hay ganadores ni perdedores, ni un objetivo aparente. Los participantes arrojan un huevo duro, pintado y decorado, lo más lejos posible por el campo. Este evento se repite hasta que finalmente el huevo se rompe, lo que puede tomar una sorprendente cantidad de lanzamientos. En algunas variantes, se convierte en un evento competitivo donde una pareja lanza un huevo crudo entre sí mientras se alejan uno del otro progresivamente.

### Hungría y países vecinos
En Hungría, así como en Transilvania, el sur de Eslovaquia, Kárpátalja (una región ubicada entre las fronteras de Europa Central y Oriental), el norte de Serbia (Voivodina) y otros territorios con comunidades de habla húngara, el día posterior a la Pascua es conocido como Locsoló Hétfő, o "lunes de riego". Durante esta festividad, los hombres visitan a las familias que tienen niñas y mujeres, a quienes rocían con agua, perfume o agua perfumada. A cambio, las mujeres y niñas les obsequian huevos de Pascua decorados.
La tradición gastronómica del domingo de Pascua incluye el consumo de jamón, huevos cocidos de colores y salsa de rábano picante. En la región este de Hungría, se prepara una especialidad pascual llamada sárgatúró, un requesón de color amarillo que se disfruta durante esta celebración.

### Irlanda
En Irlanda, la temporada de Pascua ha sido tradicionalmente una de las fechas más importantes dentro del calendario cristiano, marcándose el fin de la Cuaresma con un gran banquete el Domingo de Pascua. Entre los alimentos comunes en esta celebración se incluían cordero, ternera y pollo, junto a un plato popular de carne en conserva con repollo y papas harinosas. Era costumbre que los granjeros compartieran la carne de buey o cordero sacrificado con sus vecinos o con aquellos menos afortunados. También se seguía la tradición de ofrecer patatas asadas a los mendigos que llamaran a las puertas de las casas.
Los huevos, abundantes durante esta época, eran parte fundamental de cada comida. Se teñían con métodos tradicionales, como hervirlos con líquenes y plantas, y las cáscaras coloreadas se guardaban para decorar el arbusto de mayo. Una costumbre infantil era recoger alimentos, como huevos y patatas, para un festín que cocinaban en una hoguera o fuego al aire libre. Estos festines, que incluían pan con mantequilla, tortas dulces y leche fresca, se celebraban en un lugar conocido como clúdóg. Un juego típico del Domingo de Pascua consistía en hacer rodar huevos cocidos colina abajo. La festividad era conocida como el "Día del Huevo de Pascua" ya en 1827, destacándose el consumo de huevos en esta fecha.
Además, la Pascua en Irlanda conmemora a los hombres y mujeres que murieron en el Alzamiento de Pascua de 1916, que comenzó un Lunes de Pascua. Hasta 1966, se celebraba con un desfile de veteranos que pasaba por la Oficina General de Correos (GPO) en O'Connell Street, Dublín, acompañado de la lectura de la Proclamación de la República de Irlanda. Este evento solía tener lugar los Lunes de Pascua.

### Italia

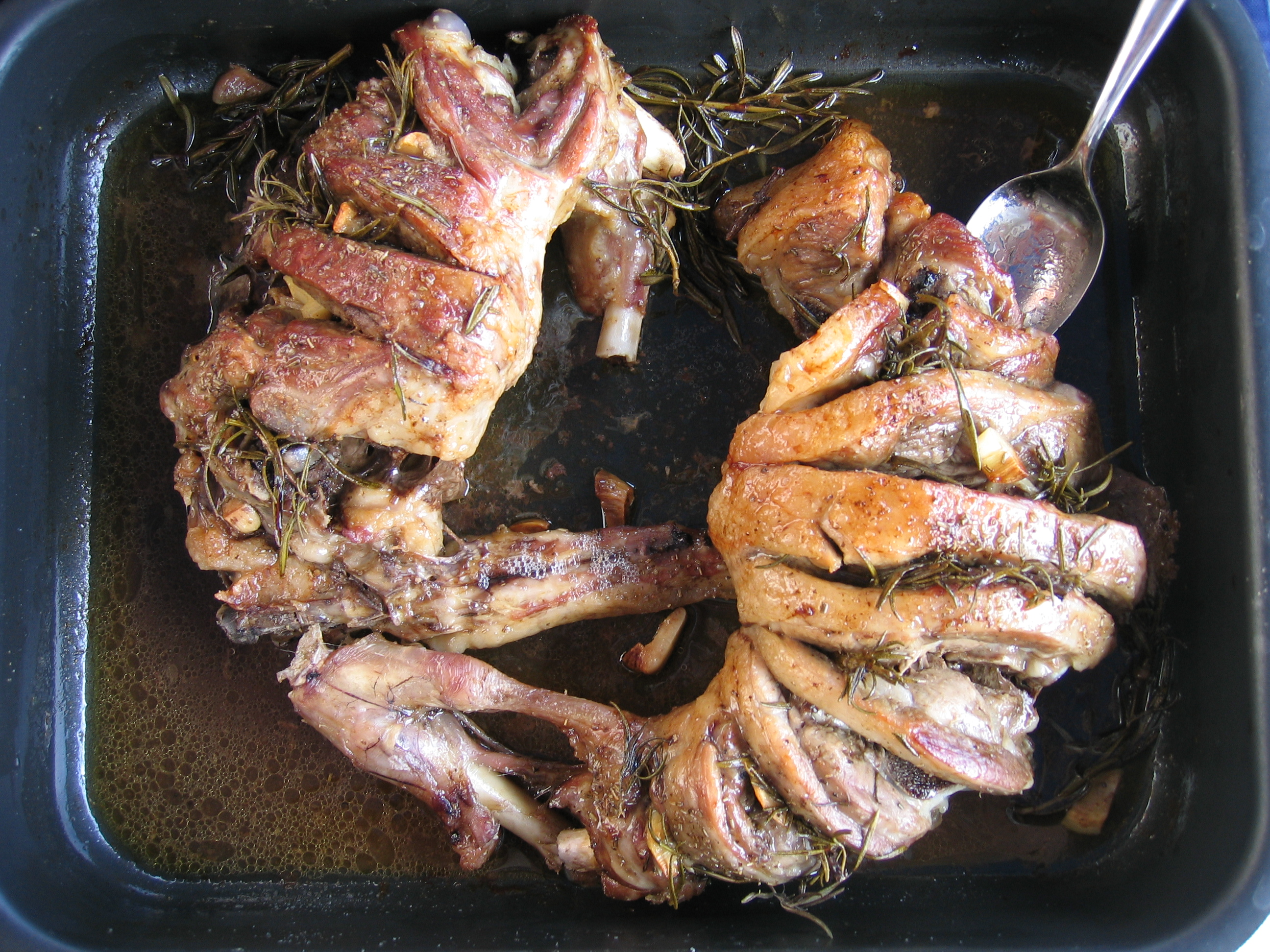
Abbacchio, una preparación italiana de cordero

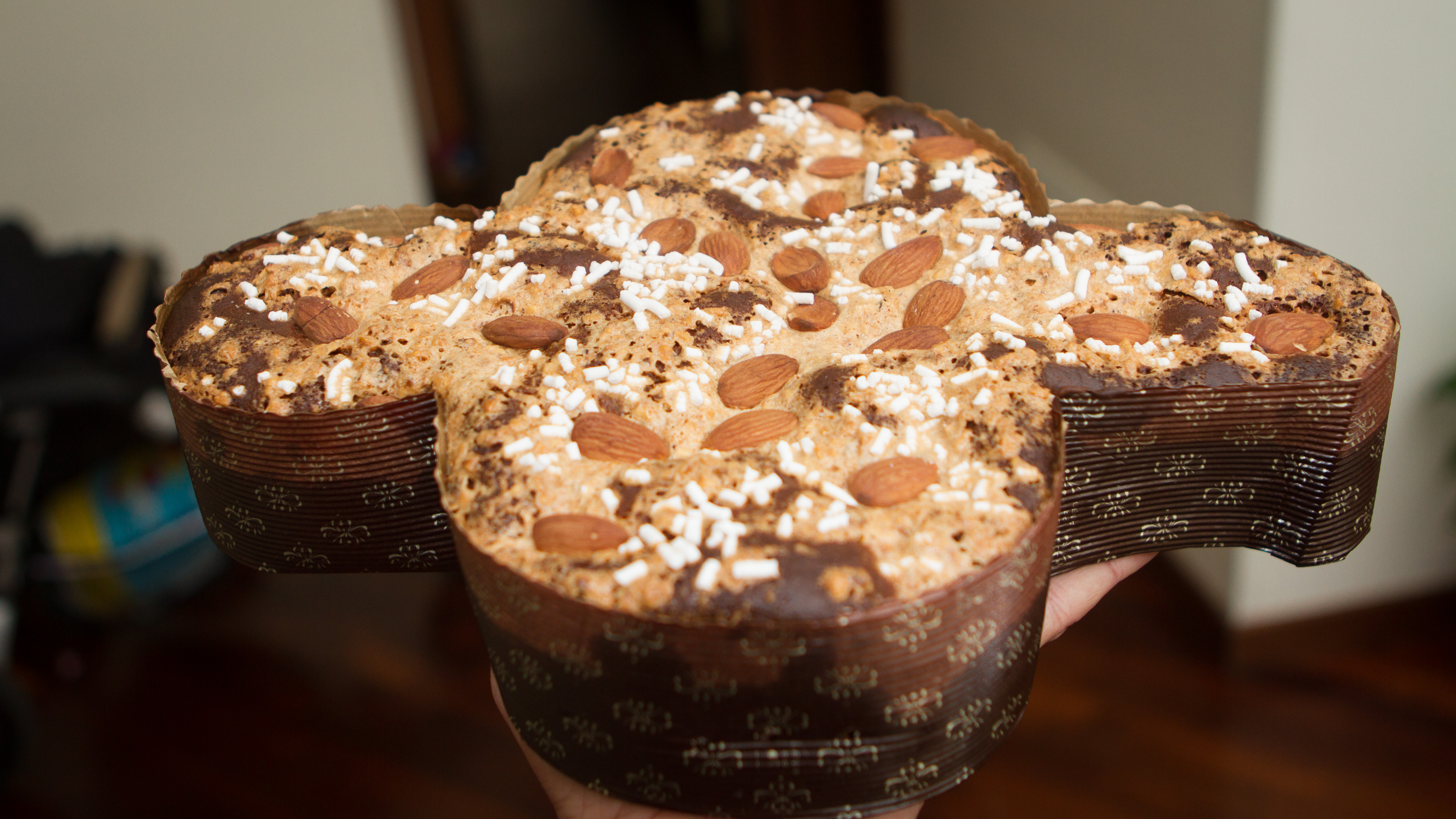
Pastel de Pascua tradicional italiano, la Colomba di Pasqua. Es la contrapartida de Semana Santa de los dos postres navideños italianos muy conocidos, el panettone y el pandoro.

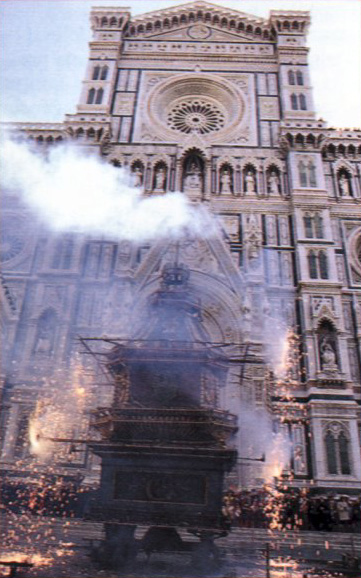
Scoppio del carro en la Catedral de Florencia el Domingo de Pascua

La Pascua en Italia (en italiano: Pasqua) es uno de los días festivos más importantes del país. En Italia, hay muchas tradiciones relacionadas con la Pascua. Los platos tradicionales italianos para la temporada de Pascua son abbacchio, cappello del prete (también llamado Tricorno), casatiello, Colomba di Pasqua, pastiera, penia (pan dulce de las regiones rurales de Italia), pizza di Pasqua y pizzelle. Abbacchio es una preparación italiana de cordero típica de la cocina romana. Es un producto protegido por la Unión Europea con la marca IGP (Indicación Geográfica Protegida). Comer cordero en Semana de Pascua posee un significado religioso. El Cordero Pascual del Nuevo Testamento es, de hecho, para el cristianismo, el hijo de Dios Jesucristo. El Cordero Pascual, en particular, representa el sacrificio de Jesucristo por los pecados de la humanidad. Por lo tanto, comer cordero en Semana de Pascua conmemora la Muerte y Resurrección de Jesús. Colomba di Pasqua (inglés: "Pascua Paloma") es un pan de Pascua italiano tradicional, la contraparte de Pascua de los dos muy conocidos postres navideños italianos, el panettone y el pandoro.
En Versilia, como señal de perdón, pero hacia Jesús esta vez, las mujeres de los marineros besan la tierra, diciendo: "Terra bacio e terra sono - Gesù mio, chiedo perdono" (en español: "Beso la tierra y la tierra soy - Jesús mío, te pido perdón"). En Abruzzo, sin embargo, es costumbre para los agricultores el añadir agua bendita a la comida durante la Semana de Pascua. El agua bendita se utiliza también en la Marcha Juliana, donde se bebe medio vaso con el estómago vacío, antes de comer dos huevos duros y una focaccia lavado en vino blanco.
Otro símbolo utilizado durante el periodo de la Semana de Pascua es el fuego. En particular, en la comunidad de Coriano, en la provincia de Rímini, se encienden hogueras en la Víspera de Pascua. Al mismo tiempo, el fuego bendito es llevado al campo de la provincia autónoma de Bolzano. Las hogueras se encienden incluso en San Marco in Lamis, esta vez se encienden sobre un carro con ruedas o carretilla.
En Florencia, el uso de fuego sagrado ha cambiado con el tiempo: previo al año mil velas eran, en efecto, llevadas a las casas donde eran encendidas por una vela, que a su vez, eran encendidas por medio de un lente o de un pedernal; a principios del siglo XIV, en cambio, se utilizaron tres piezas de pedernal que, de acuerdo a la tradición, procedían del Santo Sepulcro de Jerusalén. Estas piezas de pedernal fueron donadas a la familia Pazzi por parte de Godofredo de Bouillon. Tiempo después, el uso del fuego sagrado en Florencia se materializó en un carruaje lleno de fuegos artificiales (Scoppio del carro).
El Cavallo di fuoco (Caballo de Fuego en italiano) es una reconstrucción histórica ubicado en la ciudad de Ripatransone en la provincia de Ascoli Piceno. Es un espectáculo de fuegos artificiales, el cual tradicionalmente se realiza ocho días después de Semana de Pascua. El espectáculo se remonta al año 1682 cuando, con motivo de celebraciones en honor a la Virgen María, los habitantes locales contratan a un pirotécnico quien, una vez finalizado el espectáculo, toma todos los fuegos artificiales sobrantes y los dispara montando a caballo. Este acto improvisado impactó a los ciudadanos quienes empezaron a recordarlo anualmente. En el siglo XVIII, un caballo falso fue usado como reemplazo del animal, y sobre este se montaron los fuegos artificiales. Originalmente era hecho de madera y hasta 1932 lo llevaban a hombros por los ciudadanos más robustos. Tras un tiempo, se consideró que era más conveniente equiparlo con ruedas y un timón y remolcarlo por un grupo de voluntarios equipados con ropa y accesorios de protección. En 1994, un nuevo caballo de lámina de hierro, basándose en el modelo del anterior, reemplazó al de madera.

### Países Bajos, Bélgica y Francia
Las campanas de las iglesias permanecen en silencio en señal de luto por uno o más días antes de Pascua en los Países Bajos, Bélgica y Francia. Esto ha terminado en una tradición de Pascua en la cual se dice que las campanas vuelan fuera de sus campanarios para ir a Roma (explicando su silencio) y regresan a la mañana del primer día de Pascua trayendo consigo huevos de colores y chocolate hueco con forma de huevos o conejos.
En los Países Bajos y en la Bélgica de habla holandesa, existen muchas más tradiciones modernas junto a la historia de la Campana de Pascua. Las campanas (" de Paasklokken ") proceden a irse en dirección hacia Roma el Sábado Santo, también llamado "Stille Zaterdag" (literalmente "Sábado de silencio") en holandés. En las regiones del norte y del este de los Países Bajos (Twente y Achterhoek), los fuegos de Pascua o fogatas de Pascua (en holandés: Paasvuur) son encendidas al anochecer del día de Pascua.
En la Bélgica de habla francesa y en Francia se relataba la misma historia de las Campanas de Pascua ("les cloches de Pâques ") trayendo huevos desde Roma, pero las campanas de las iglesias están silenciosas al empezar el Jueves Santo, al comienzo del Triduo Pascual.

### Países Nórdicos
En Noruega, además de alojarse en cabañas de montaña, practicar esquí de fondo y pintar huevos de Pascua, una tradición contemporánea es leer o mirar misterios sobre asesinatos en Semana de Pascua. Todos los canales  principales de televisión transmiten historias de policías y detectives (como Poirot de Agatha Christie), las revistas imprimen historias donde los lectores pueden intentar descubrir "Whodunnit" (culpable, asesino, etc.) y la publicación de las nuevas novelas de detectives ya están programadas antes de Pascua. Incluso los cartones de leche están alteran durante un par de semanas. Cada Semana de Pascua, una nueva historia corta de misterio se imprime en los laterales de los cartones. Las tiendas y negocios cierran por cinco días seguidos en Semana de Pascua, a excepción de las tiendas de comestibles y abarrotes, los cuales reabren un solo día el sábado antes del Domingo de Pascua.

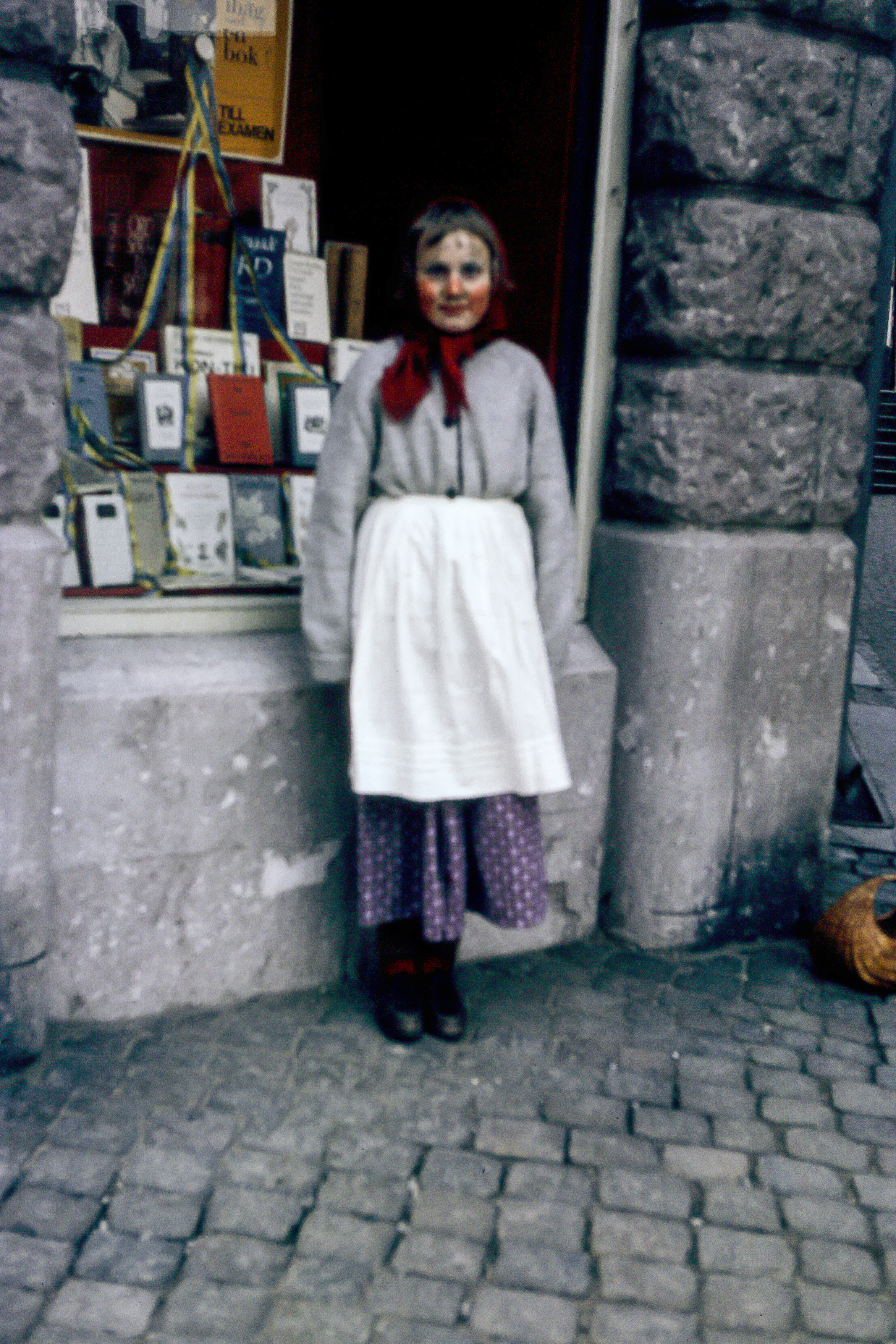
Una niña disfrazada de bruja de Pascua.

En Suecia y Finlandia, las tradiciones incluyen pintar huevos y niños vestidos como brujas de Pascua (påskkärring o en Finlandia påskhäxa, típicamente vestidos como ancianos) recogiendo dulces de puerta en puerta, a cambio de saludos decorados hechos a mano como tarjetas o sauces, llamados virvonta (regalo en forma refrigerio y bienestar al hogar) en Finlandia, el cual es resultado de la mezcla de una antigua tradición de la Iglesia Ortodoxa (bendecir las casas con ramas de sauce) y la tradición sueca sobre la bruja de Pascua. También hay ramas de abedul en un jarrón con plumas de colores brillantes y pequeños adornos pegados. En Finlandia, es común plantar raigrás en una maceta como un símbolo a la primavera y nueva vida. Después de que la hierba haya crecido, mucha gente lo decora con adornos en forma de pollitos. Los niños ocupan su tiempo en pintar huevos de Pascua y hacer conejitos de papel.
En Dinamarca tienen la tradición llamada gækkebrev, la cual consiste en enviar ingeniosos recortes de papel a familiares y amigos, a menudo con una campanilla de invierno, junto a una rima con el nombre del remitente de la carta reemplazada por puntos suspensivos. Si el destinatario adivina el nombre del remitente, este le debe un huevo de chocolate al destinatario; y viceversa si no logra adivinar. La costumbre de las letras decoradas era originalmente un medio de propuesta o cortejo, pero ahora se considera principalmente para los niños.

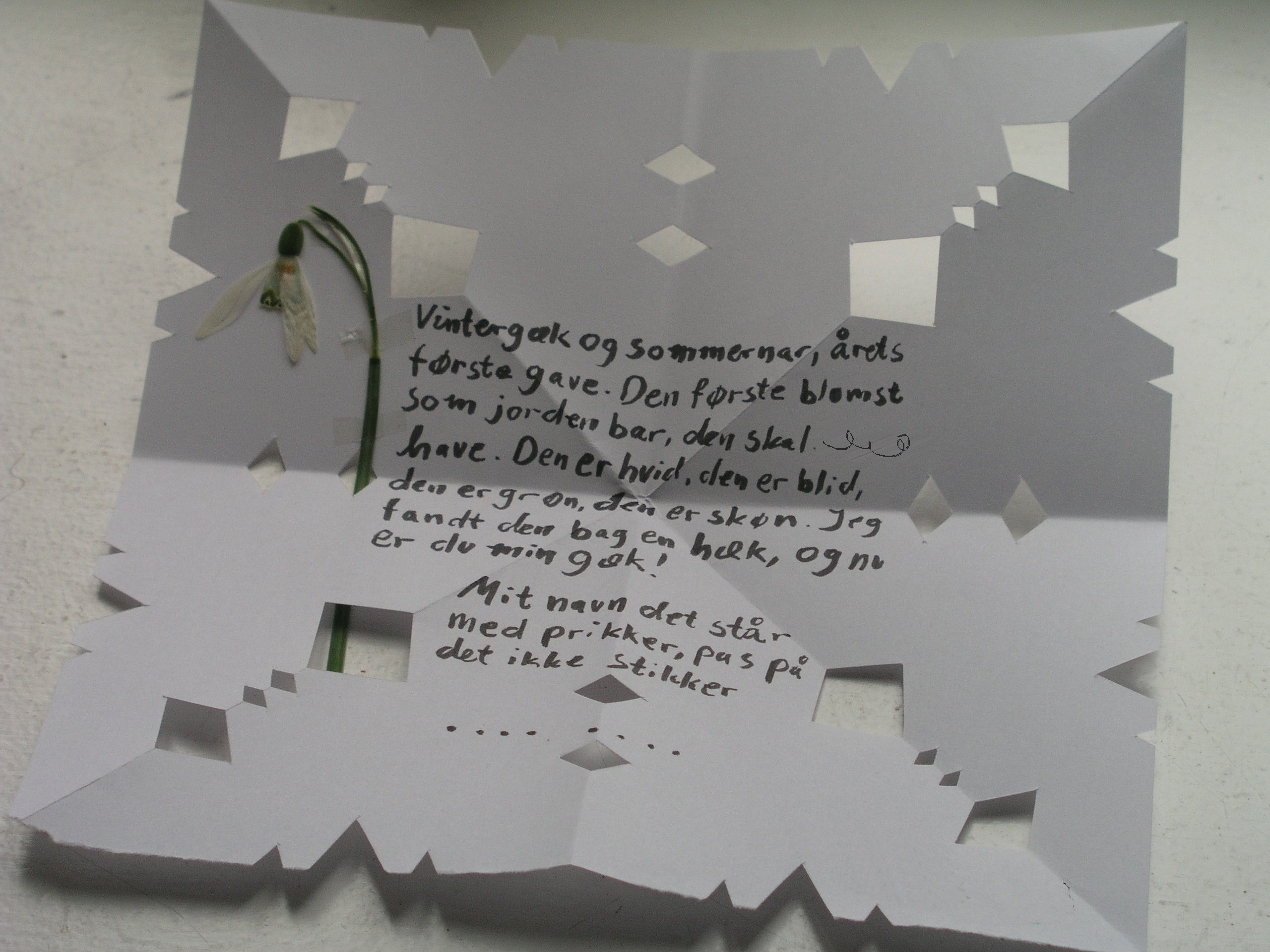
Gækkebrev, una carta de Pascua danesa

Para el almuerzo o la cena del Sábado Santo, las familias en Suecia y Dinamarca tradicionalmente se dan un banquete con un smörgåsbord, una mezcla variada de arenque, salmón, patatas, huevos y otros tipos de comida. En Finlandia, es habitual comer cordero asado con patatas y otras vegetales. La mayoría luterana disfruta del mämmi (Postre de Pascua finlandés) como otro dulce tradicional de Pascua, mientras que las tradiciones de la minoría ortodoxa incluyen comer pasha (también escrito paskha).
En las regiones occidentales de Suecia y en la Ostrobotnia finlandesa, desde el siglo XVIII, al menos, las hogueras son encendidas durante el Sábado Santo. Se afirmaba que esta tradición tiene su origen en Holanda. Aunque durante las últimas décadas, las hogueras se han pasado, en muchos lugares, a la Noche de Walpurgis, debido a que esta es la fecha tradicional de las hogueras en muchas otras partes del país.

### Polonia
En Polonia, la salchicha blanca y el mazurek (Pastel polaco preparado comúnmente en días de Pascua) son platos típicos del desayuno de Pascua.
El cordero de mantequilla (Baranek wielkanocny en polaco) es un complemento tradicional añadido en la comida de Pascua para muchos católicos polacos. La mantequilla es moldeada en forma de un cordero ya sea hecho a mano o con un molde con forma de cordero, este puede ser comprado o preparado en casa.

### Ucrania
Los preparativos para la celebración de la Pascua en Ucrania inicia semanas antes del día del festín, con la Gran Cuaresma siendo parte de esta. Los huevos de Pascua ucranianos se componen de pysanky, krashanky (huevos comestibles teñidos de un color), driapanky (un diseño rayado en la cáscara del huevo), etc. Además de los más conocidos. Durante la Vigilia Pascual, un sacerdote no solo bendice las cestas de Pascua de los feligreses, también bendice los huevos de Pascua, la paska, la mantequilla, el queso, la kovbasa, la sal y unos pocos productos varios. Con estos alimentos, regresan a casa, la gente finaliza el ayuno. El ritual se le llama "rozhovyny". La gente visita los hogares de sus familiares y vecinos intercambiando saludos de Pascua. La celebración de la Pascua en Ucrania está llena de muchas costumbres, ceremonias y rituales, la cual la mayoría tienen siglos de antigüedad. 

### Reino Unido

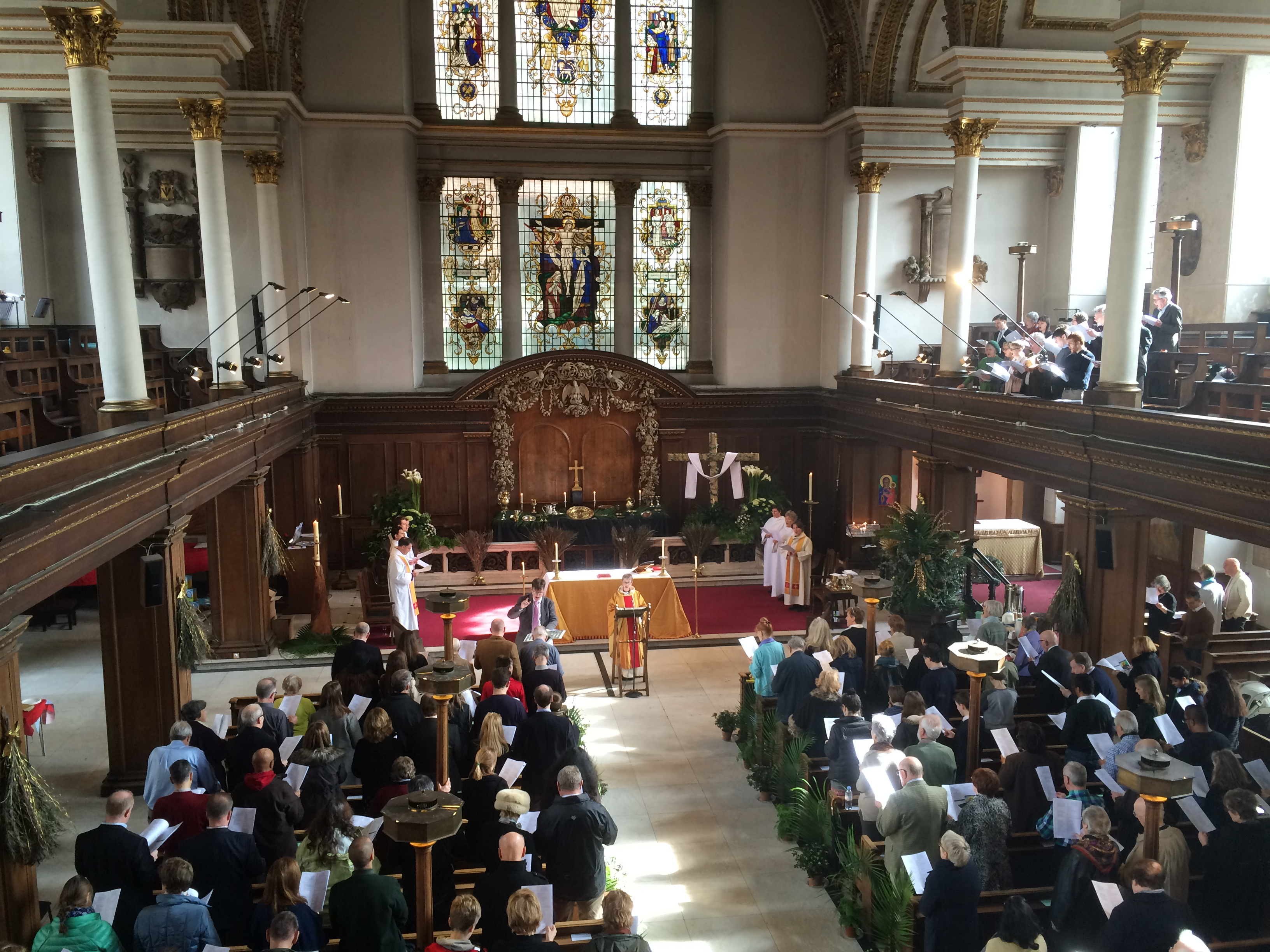
Los fieles cristianos asisten a un servicio religioso el Domingo de Pascua en la Iglesia de St James en Londres; la cruz en el presbiterio está cubierta con un sudario blanco, que simboliza la resurrección

En Escocia, al norte de Inglaterra e Irlanda del Norte, las tradiciones de rodar huevos decorados por colinas empinadas y el Pace egging (Espectáculo en el cual involucra duelos de práctica, los participantes a veces recibían huevos decorados de los aldeanos como regalo en la época medieval).
Strutt y Hone en su libro Los deportes y pasatiempos del pueblo de Inglaterra publicado en 1867 describen una tradición de Pascua de las Islas Sorlingas llamado El baile del ganso. Para este baile las doncellas se disfrazan de jóvenes varones y viceversa. Visitan a los vecinos vistiendo estos disfraces para bailar y contar chistes.

## Oceanía

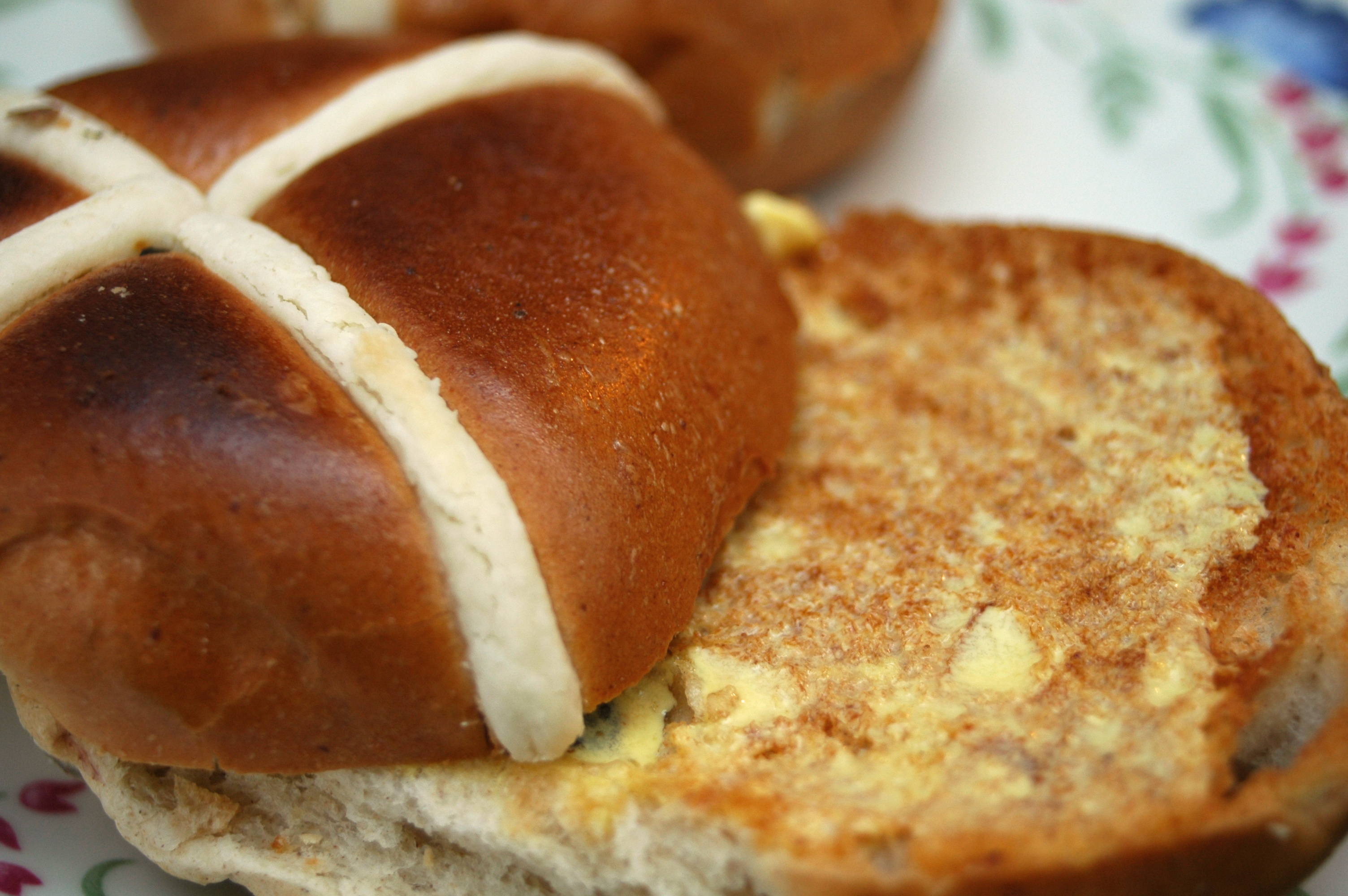
Bollos cruzados calientes

### Australia
En Australia, la Pascua se celebra junto con panecillos cruzados calientes y Bilbies de Pascua. El Espectáculo Real de Pascua de Sídney (una feria que dura alrededor de 2 semanas en la temporada de Pascua) es una tradición anual también.

### Nueva Zelanda
En Nueva Zelanda, la Pascua es celebrada con bollos cruzados calientes y huevos de chocolate. El Espectáculo de Pascua de Auckland (evento en el que se realiza una gran variedad de eventos, competencias y exhibiciones) es una tradición anual también.